# Sourdeval-les-Bois
Sourdeval-les-Bois foi uma comuna francesa na região administrativa da Normandia, no departamento Mancha. Estendia-se por uma área de 5,94 km². Em 2010 a comuna tinha 176 habitantes (densidade: 29,6 hab./km²).
Em 1 de janeiro de 2019, passou a formar parte da nova comuna de Gavray-sur-Sienne.